# Lista de representantes permanentes da Letónia nas Nações Unidas
Esta é uma lista de representantes permanentes da Letónia, ou outros chefes de missão, junto da Organização das Nações Unidas em Nova Iorque.
A Letónia foi admitida como membro das Nações Unidas a 17 de setembro de 1991.
| Início | Término | Representante permanente (Chefe de missão) | Cargo                    | Credenciais |
| ------ | ------- | ------------------------------------------ | ------------------------ | ----------- |
| 1991   | 1991    | Anatols Dinbergs                           | Representante permanente | 1991-10-08  |
| 1991   | 1997    | Aivars Baumanis                            | Representante permanente |             |
| 1997   | 2000    | Jānis Priedkalns                           | Representante permanente | 1997-11-03  |
| 2001   | 2005    | Gints Jegermanis                           | Representante permanente | 2001-12-05  |
| 2005   | 2008    | Solveiga Silkalna                          | Representante permanente | 2005-06-08  |
| 2008   | 2013    | Normans Penke                              | Representante permanente | 2008-11-11  |
| 2013   | atual   | Jānis Mažeiks                              | Representante permanente | 2013-09-03  |